# إيزابيلا لوفين
إيزابيلا لوفين (من مواليد 3 فبراير 1963) سياسية سويدية من حزب الخضر. شغلت منصب وزيرة التعاون الإنمائي الدولي من 2014 إلى 2019، ووزيرة البيئة من 2019 إلى 2021، ونائبة رئيس وزراء السويد من 2016 إلى 2021. قادت حزب الخضر كمتحدث رسمي مشارك من 2016 إلى 2021، وشاركت مهمة مع جوستاف فريدولين (2014-2019) وبير بولوند (2019-2021).
كاتبة وصحفية من حيث المهنة، عملت لوفين كعضو في البرلمان الأوروبي منذ انتخابات 2009 حتى أصبحت وزيرة في مجلس الوزراء في أكتوبر 2014. كانت مرتكزاتها في البرلمان الأوروبي هي مسائل المصايد. حصلت لوفين على جائزة الصحفي العظيم لعملها في مجال الصحافة، ولا سيما مقالاتها حول مصايد الأسماك.
في 26 أغسطس 2020 أعلنت لوفين استقالتها من السياسة تمامًا. وظلت في مناصبها حتى تم تعيين متحدث رسمي جديد في عام 2021.

## نشاطات أخرى
- الوكالة الدولية لضمان الاستثمار ومجموعة البنك الدولي، وعضو سابق مناوب في مجلس المحافظين.[3]
- البنك الدولي، عضو مناوب سابق في مجلس المحافظين.[4]